# Lagútovka
Lagútovka (en rus: Лагутовка) és un poble de Baixkíria, a Rússia, que en el cens del 2010 tenia 30 habitants. Pertany al districte d'Arkhànguelskoie.